# Owen King
Owen Philip King (Bangor, Maine, 21 de febrero de 1977) es un escritor estadounidense. Es hijo del escritor estadounidense Stephen King. Ha escrito varios libros (novelas y relatos), pero su novela más famosa es Bellas durmientes, que escribió en compañía de su padre.

## Biografía
Es el hijo más joven de Stephen King y Tabitha Spruce. Tiene dos hermanos mayores, Joe Hill y Naomi Rachel King. Creció en Bangor, Maine. 
Está casado con la escritora Kelly Braffet. Ha publicado en The Bellingham Review, The Boston Globe, One Story, Paste Magazine, y Subtropics, entre otras publicaciones, con la editorial Bloomsbury Publishing de EUA.

## Obra
Es autor del libro "We're All in This Together" (2005), compuesto por una novela corta y cuatro cuentos; "Double Feature" (2013, novela); "Sleeping Beauties" (2017), novela coescrita con su padre, y "A Little Bronze Book of Greebles" (2020), recopilación de varios textos publicados en distintos medios. Además colabora como editor y prologuista en distintas obras, colecciones e historietas. Su trabajo, mucho menos prolífico que el de su padre y su hermano, aparece de forma espaciada en distintas publicaciones de EE. UU..
En 2006, King dijo en una entrevista para el diario Sunday Telegraph: «Es evidente que tengo una ventaja como escritor en términos de reconocimiento de mi nombre. Pero también es una desventaja porque la gente espera simplemente que haga un ejercicio de nepotismo. He de seguir trabajando para convencer.»

## Crítica
En Estados Unidos el libro ha recibido buenas críticas literarias, como la de Washington Post Book World: Owen King posee una habilidad poco frecuente para captar el lado macabro de nuestras vidas cotidianas. Tal vez algún día se haga cargo de la franquicia familiar de su padre, el escritor Stephen King, pero Todos a una nos demuestra que ya está encontrando una voz y una sensibilidad enteramente propias.